# 班晓娟
班晓娟（1970年8月—），1994年8月加入中国共产党，1992年7月参加工作，北京科技大学智能科学与技术学院教授、博士生导师，曾任北京科技大学研究生院副院长、国际合作与交流处副处长、智能科学与技术学院副院长，北京市第十一次、第十二次党代会党代表。中国人工智能学会常务理事、智能医疗专委会主任委员，中国计算机学会人机交互专委会常委。

## 生平
1970年8月，班晓娟生于辽宁凌源。
1992年，班晓娟获辽宁工业大学学士学位，1992年7月参加工作，1994年8月加入中国共产党。1997年，班晓娟获北京科技大学硕士学位。2003年，班晓娟获北京科技大学博士学位。
班晓娟长期在北京科技大学计算机科学与技术系、北京科技大学智能科学与技术学院任教，曾担任博士生导师，并在研究生院、国际合作交流处担任领导职务。
2025年8月，班晓娟被撤销研究生指导教师资。

## 董袭莹事件
在2025年北京中日友好医院系列事件中，董袭莹的博士论文被发现与北京科技大学老师马博渊、班晓娟、王笑琨和研究生赵基淮在2022年提交的一项发明专利《一种跨模态图像生成和检测的方法及装置》存在多出雷同。随后，班晓娟与董袭莹的姑侄关系、董袭莹与北京科技大学米振莉教授的母女关系被关注，以及董袭莹的入学资格造假和学术不端的行为遭受质疑。卫健委会同教育部开始对班晓娟、米振莉等教师涉嫌滥用职权参与涉及董袭莹违规入学和学术不端行为进行调查。
2019年，班晓娟为其侄女董袭莹伪造成绩单，并利用其担任北京科技大学国际合作与交流处副处长的身份，通过联系教务处注册中心主任李大宽，使董袭莹得以进入北京协和医学院“4+4”医学培养试点班。
2023年，为董袭莹争取博士学位论文相关便利，她联系其学生和同事马博渊副教授，马博渊在其指导的一位硕士生不知情的情况下，将该硕士生的学位论文过程稿提供给董袭莹进行剽窃。
2025年5月，国家卫生健康委员会会同教育部等部门调查后决定，对班晓娟给予留党察看一年、撤职处分、取消研究生指导教师资格，并调离教学岗位。